# Капела, Руй
Руй Жозе Капела Батишта (порт. Rui José Capela Batista; 6 мая 1969, Бежа, Португалия) — португальский футболльный тренер и функционер.

## Биография
В качестве игрока вызывался в юниорские сборные Португалии, однако травмы не позволили ему выступать на высоком уровне. После завершения карьеры занимал пост технического директора в нескольких португальских клубах, а свою тренерскую карьеру начал в парагвайском «3 февраля». Затем специалист работал с командой «Мохамеддан» из Дакки, с которой побеждал в Кубке Федерации Бангладеш. В 2015 году непродолжительное время являлся главным тренером литовского клуба «Круоя». Долгое время входил в штаб катарского «Аль-Хор». Капела также отвечал за его молодежный и юниорские составы.
В январе 2024 года португалец возглавил брунейский «ДПММ», играющий в синапурской Премьер-Лиге. В июне, параллельно с клубной работой, исполнял обязанности наставника сборной Брунея в двух товарищеских матчах со Шри-Ланкой. В них национальная команда добилась двух минимальных побед со счетом 1:0.

## Достижения
- Чемпион Марокко (1): 2014/15.
- Обладатель Кубка Федерации Бангладеш (1): 2014.
- Победитель второго дивизиона Парагвая (1): 2013.
- Чемпион Катара среди юниоров (1): 2019/20.